# Georgia King
Georgia King (Edimburgo, 18 de noviembre de 1986) es una actriz británica. Es conocida por su papel en la serie The New Normal.

## Primeros años
King nació en la ciudad escocesa de Edimburgo. Es hija del actor Jonathan Hyde y de la cantante de ópera Isobel Buchanan. Asistió a la escuela secundaria Exeter School.

## Carrera
King hizo su debut profesional como Rosamond Oliver en la miniserie televisiva de 2006 Jane Eyre.
En 2008 fue la antagonista de la película Wild Child. En 2010 actuó en el Belgrade Theatre de Coventry, y también personificó a la princesa Elena en el episodio "The Changeling" de la tercera temporada de Merlín.
En 2011 participó de la película Chalet Girl. En 2012, protagonizó la película de terror cómico Cockneys vs. Zombies, junto a  Michelle Ryan, Rasmus Hardiker y Jack Doolan.
Entre 2012 y 2013 interpretó a Goldie Clemmons, una madre subrogada, en la serie cómica The New Normal.
En 2013 participó en "Austenland"

## Filmografía

### Televisión
| Año       | Título                   | Papel                 | Notas                         |
| --------- | ------------------------ | --------------------- | ----------------------------- |
| 2006      | Jane Eyre                | Rosamond Oliver       | Episodio 1-4                  |
| 2007      | The History of Mr Polly  | Christabel            |                               |
| 2007      | The Shadow in the North  | Lady Mary             |                               |
| 2008      | La pequeña Dorrit        | Pet Gowan/Pet Meagles | 9 episodios                   |
| 2009      | Plus One                 | Astrid                | Episodio: "One Love"          |
| 2009      | Free Agents              | Jodie                 | Episodio 1                    |
| 2009      | Off the Hook             | Weird Bloke           | 3 episodios                   |
| 2010      | Agatha Christie's Poirot | Frances Drake         | Episodio: "Hallowe'en Party"  |
| 2010      | Merlín                   | Princesa Elena        | Episodio: "The Changeling"    |
| 2011      | Sugartown                | Carmen                | 3 episodios                   |
| 2011      | Armstrong and Miller     | Winnie                | Episodio: "Christmas Special" |
| 2012      | Simbad                   | Roisin                | Episodio VI: "The Siren"      |
| 2012      | Skins                    | Clara                 | Episodio: "Finale"            |
| 2012–2013 | The New Normal           | Goldie Clemmons       |                               |
| 2016      | Vice-Principals          | Amanda Snodgrass      |                               |

### Cine
| Año  | Título                                       | Papel                   |
| ---- | -------------------------------------------- | ----------------------- |
| 2008 | Wild Child                                   | Harriet                 |
| 2008 | La duquesa                                   | Lady Teazle             |
| 2009 | The Academy                                  | Khloe                   |
| 2009 | Tormented                                    | Sophie                  |
| 2009 | Tanner Hall                                  | Victoria                |
| 2009 | St Trinian's 2: The Legend of Fritton's Gold | Juliet                  |
| 2009 | The Academy Part 2: First Impressions        | Khloe                   |
| 2010 | Burke and Hare                               | Emma                    |
| 2011 | Chalet Girl                                  | Jules                   |
| 2011 | One Day                                      | Suki Meadows            |
| 2012 | Eliminate: Archie Cookson                    | Lucy                    |
| 2012 | Cockneys vs Zombies                          | Emma                    |
| 2013 | Austenland                                   | Lady Amelia Heartwright |
| 2018 | Parallel                                     | Leena                   |